# Мікрорайон Семенівка (Слов'янськ)
Мікрорайон Семенівка — житловий район у Слов'янську, Донецької області. Найсхідніший масив міста. Розташований між трасою М 03 (із заходу) та каналом Сіверський Донець-Донбас (зі сходу).

## Назва
У ХІХ столітті поселення називалося хутором Торецьким, через близькість до річки Казенний Торець, потім — хутір Женевський.
Згодом район називався Семенівка Мостова. При будівництві каналу Сіверський Донець-Донбас, і до 1956 року — селище Донбасканалбуду.

## Історія
Виник хутір на березі річки Казенний Торець, біля сіл Черевківка, Райгородок та Сулимівка у ХІХ столітті.
Під час колективізації 1930-х років у селі було утворено радгосп імені Тараса Шевченка.
У 1950-х на півдні від вже існуючого села Семенівка Мостова було утворено поселення Донбасканалбуд для будівників каналу.
У 1956 році перейменовано на село Семенівка.
У 1959 році в селищі відкрито обласну психіатричну лікарню, яка розмістилася в будівлях, які раніше належали будівельникам каналу Сіверський Донець — Донбас. Першим відділенням там було наркологічне. Поступово відкривалися психіатричні відділення. Через нестачу кадрів якийсь час у закладі працювали лікарі, відряджені з обласного психдиспансеру Донецька.
У 1960 році завершилося будівництво школи № 21 (зараз Навчально-виховний компленс № 1).
У 1960-х роках селище приєднано до Слов'янська, більшість вулиць було перейменовано, задля уникнення дубляжу з вулицями, які вже існували в місті.
У 2014 році, під час боїв за Слов'янськ, тут відбувалися найзапекліші бої за контроль над семенівською височиною, внаслідок чого було пошкоджено багато житлових будинків, а психіатрична лікарня була зруйнована вщент. Після деокупації міста почалося її відновлення, і у вересні 2021 лікарня повернулася на колишнє місце.
У 2016 році в процесі декомунізації у районі було перейменовано декілька вулиць з радянськими назвами. 
24 грудня 2016 року рішенням Слов'янської міської ради № 37-XIX-7 було утворено комітет мікрорайону Семенівка та Високо-Іванівка.
У 2018 році рішенням Слов'янської міської ради було утворено три нові вулиці та три провулки: вулиця Археологічна, Волонтерська, Семенівська; провулок Археологічний, Волонтерський та Абрикосовий.

## Пам'ятники
У 1959 році на місці братського поховання радянських воїнів було споруджено пам'ятник радянському солдату.